# 강원특별자치도삼척교육지원청
강원특별자치도삼척교육지원청삼척교육지원청(江原特別自治道三陟敎育志願廳, Samcheok Office of Education)은 대한민국 강원특별자치도 삼척시를 관할하는 강원특별자치도교육청 산하의 교육지원청이다.
교육장은 장학관으로 보한다.

## 산하기관

### 초등학교
| - 근덕초등학교 - 궁촌분교 - 노곡분교 - 동막분교 - 마읍분교 - 도계초등학교 - 맹방초등학교 | - 미로초등학교 - 삼척남초등학교 - 삼척중앙초등학교 - 삼척초등학교 - 서부초등학교 - 소달초등학교 - 신동초등학교 | - 오저초등학교 - 풍곡분교 - 임원초등학교 - 장원초등학교 - 장호초등학교 - 정라초등학교 - 진주초등학교 | - 하장초등학교 - 갈전분교 - 역둔분교 - 호산초등학교 - 흥전초등학교 |

### 중학교
| - 가곡중학교 - 근덕중학교 - 도계여자중학교 - 도계중학교 | - 미로중학교 - 삼일중학교 - 청아중학교 | - 삼척중학교 - 소달중학교 - 원덕중학교 | - 임원중학교 - 장호중학교 - 하장중학교 |

## 같이 보기
- 대한민국 교육부